# 高部村
高部村（たかべむら）は静岡県の中部、庵原郡に属していた村である。現在の静岡市清水区西部、庵原川上流域にあたる。

## 地理
- 河川：巴川、塩田川

## 歴史

### 村名の由来
一帯が昔から「高部みくり」、高部荘といわれたことによる。

### 沿革
- 1889年（明治22年）4月1日 - 町村制の施行により、大内村、梅ヶ谷村、柏尾村、押切原村、大内新田、能島村、鳥坂村が合併して高部村が発足。
- 1954年（昭和29年）4月1日 - 清水市に編入。同日高部村廃止。
- 2003年（平成15年）4月1日 - 清水市が静岡市と合併し、改めて静岡市が発足。
- 2005年（平成17年）4月1日 - 静岡市が政令指定都市に移行し、旧村域は清水区となる。

## 経済

### 産業
農業
『大日本篤農家名鑑』によれば、高部村の篤農家は「深澤耕一郎、水上三作、吉田劒蔵、設楽壮平、設楽常吉、望月幸太郎、大木軍次郎、山内順吉、藤巻信太郎、青島金左衛門、大久保幸太郎、大木千代作、大木瀧次郎」などがいた。大内新田の岩崎林吉は農業を営む。
商工業
大内新田の岩崎理佐久は瓦製造業を営む。